# Lijadora de banda

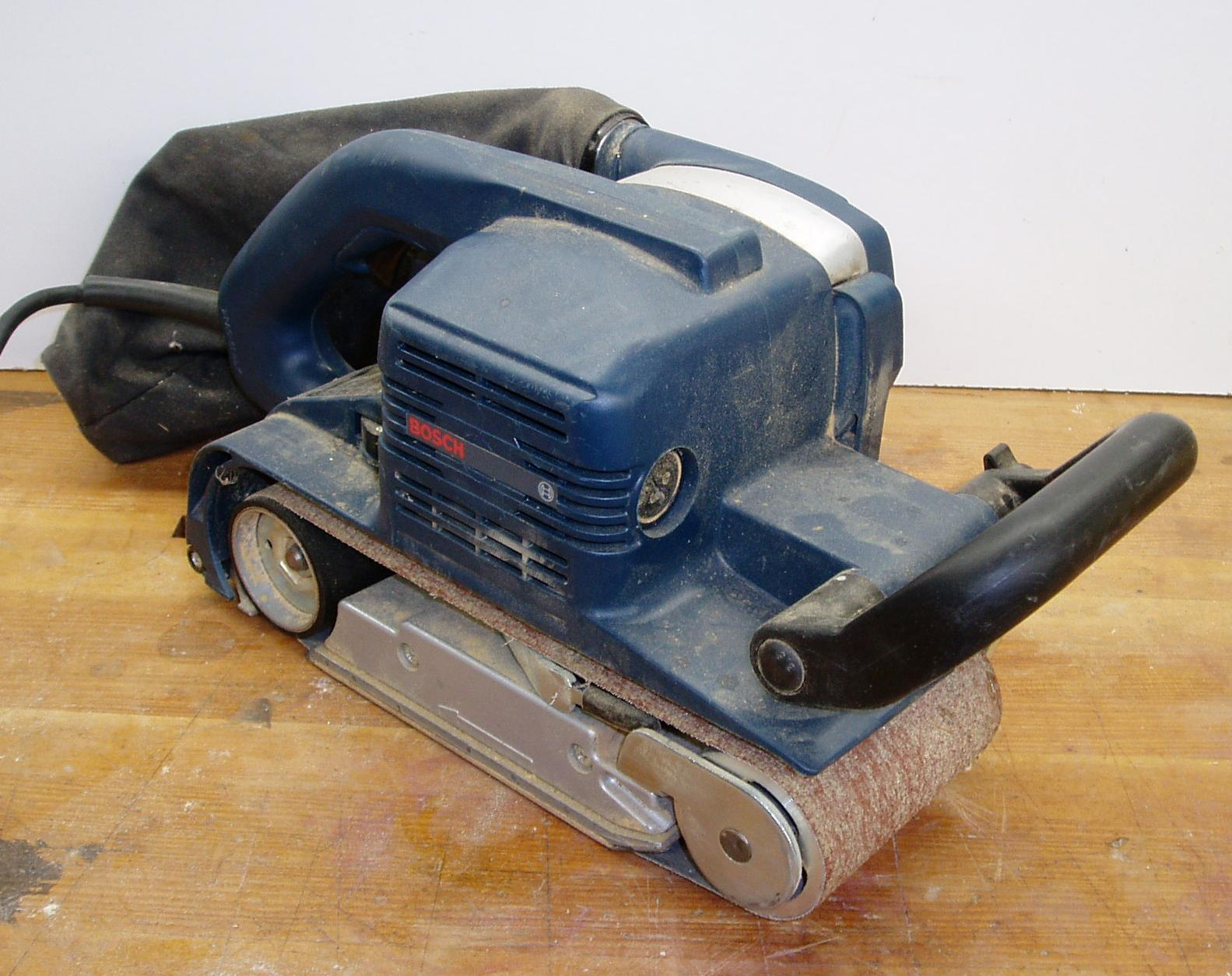
Lijadora de banda portátil.

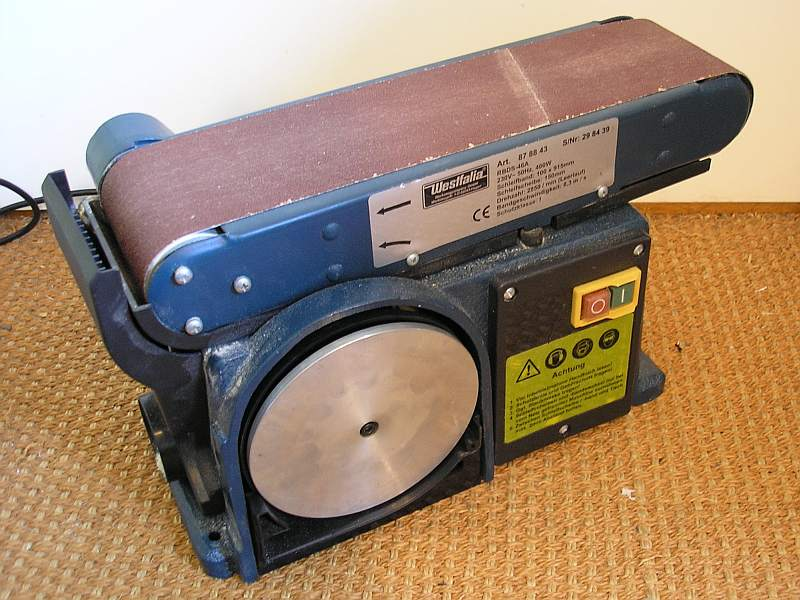
Lijadora de banda estacionaria.

La lijadora de banda es una máquina que se usa para un rápido lijado de madera y otros materiales. Consiste de un motor eléctrico que gira un par de tambores sobre los cuales se monta una pieza de papel de lija continua. Puede ser tanto portátil (donde la lijadora se mueve sobre el material) como estacionaria (fija), en estas últimas el material se mueve sobre la lija.
Varían en tamaño, desde pequeñas unidades transportables hasta grandes aparatos ubicados en importantes fábricas. El lijado de madera produce una gran cantidad de aserrín, de allí que la mayoría de lijadoras de banda vienen equipadas con algún tipo de sistema recolector de polvo.